# Rafał Lepel
Rafał Lepel (* 13. Februar 1990 in Katowice) ist ein ehemaliger polnischer Biathlet und heutiger Biathlontrainer. Er betreute bis 2025 die polnische Männer-Nationalmannschaft.

## Karriere
Seine ersten internationalen Rennen bestritt Lepel 2006 im Rahmen des Europa-Pokals der Junioren, des späteren IBU-Cups. Erste internationale Meisterschaften wurden die Juniorenweltmeisterschaften 2008 in Ruhpolding, bei denen er 48. des Einzels, 71. des Sprints und 17. im Staffelrennen wurde. Ein Jahr später lief er in Canmore auf die Ränge 36 im Einzel, 45 im Sprint, 41 in der Verfolgung und 14. im Sprintrennen. Es folgten die Juniorenweltmeisterschaften 2010 in Torsby. In Schweden wurde Lepel 48. des Einzels, 50. des Sprints, 56. der Verfolgung und 17. des Staffelwettkampfes. Kurz danach startete er auch bei den Juniorenrennen der Europameisterschaften 2010 in Otepää und wurde dabei 45. des Einzels, 24. des Sprints und 29. der Verfolgung. Seine letzten Juniorenweltmeisterschaften lief der Pole 2011 in Nové Město na Moravě und wurde dort 88. des Sprints und 16. mit der Staffel. Es folgte erneut der Start bei den Juniorenrennen der Europameisterschaften die 2011  in Ridnaun stattfanden. Lepel wurde 39. des Einzels, 33. des Sprints, 24. der Verfolgung und beendete mit seiner Staffel als überrundetes Team das Rennen nicht. Er trat auch im Sommerbiathlon an. Bei den Juniorenrennen der Weltmeisterschaften wurde er 2009 in Oberhof 23. im Sprint und 24. im Verfolger der Crosslaufrennen sowie 18. im Sprint, 19. im Verfolgungsrennen und Achter im Mixed-Staffelrennen auf Skirollern. 2010 kamen in Duszniki-Zdrój Platz 30 im Sprint und 32 in der Verfolgung hinzu. Mit Maria Bukowska, Monika Hojnisz und Łukasz Słonina gewann er als Schlussläufer im Mixed-Staffelrennen die Bronzemedaille. 2011 wurde Lepel bei den Rennen in Nové Město 23. des Sprints, im Verfolgungsrennen überrundet und Neunter mit der Mixed-Staffel.
Seinen Einstand bei den Männern gab Lepel 2008 bei einem IBU-Cup-Rennen in Obertilliach bei den Männern im Leistungsbereich und wurde 104. eines Sprintrennens. 2010 erreichte er mit Rang 69 bei einem Sprint an selber Stelle sei bislang bestes Ergebnis in der Rennserie. Bei den Polnischen Meisterschaften 2011 in Jakuszyce gewann er mit Maciej Nędza-Kubiniec, Grzegorz Bril und Tomasz Sikora den Vizemeistertitel im Staffelrennen. Erste internationale Meisterschaft bei den Männern wurden die Europameisterschaften 2012 in Osrblie. Im Einzel wurde Lepel 56., im Sprint 39., im Verfolgungsrennen 43. und mit Łukasz Szczurek, Grzegorz Bril und Adam Kwak im Staffelrennen Zehnter.

## Biathlon-Weltcup-Platzierungen
Die Tabelle zeigt alle Platzierungen (je nach Austragungsjahr einschließlich Olympische Spiele und Weltmeisterschaften).
- 1.–3. Platz: Anzahl der Podiumsplatzierungen
- Top 10: Anzahl der Platzierungen unter den ersten zehn (einschließlich Podium)
- Punkteränge: Anzahl der Platzierungen innerhalb der Punkteränge (einschließlich Podium und Top 10)
- Starts: Anzahl gelaufener Rennen in der jeweiligen Disziplin
- Staffel: inklusive Mixed- und Single-Mixed-Staffeln

| Platzierung                    | Einzel | Sprint | Verfolgung | Massenstart | Staffel | Gesamt |
| ------------------------------ | ------ | ------ | ---------- | ----------- | ------- | ------ |
| 1. Platz                       |        |        |            |             |         |        |
| 2. Platz                       |        |        |            |             |         |        |
| 3. Platz                       |        |        |            |             |         |        |
| Top 10                         |        |        |            |             |         |        |
| Punkteränge                    |        |        |            |             | 3       | 3      |
| Starts                         |        | 3      |            |             | 3       | 6      |
| Stand: nach der Saison 2012/13 |        |        |            |             |         |        |